# Direitos individuais e coletivos
Direitos coletivos, são direitos detidos por um grupo enquanto grupo e não por seus membros isoladamente; em contraste, os direitos individuais são direitos detidos por indivíduos; mesmo que sejam diferenciados por grupos, o que ocorre com a maioria dos direitos, eles permanecem direitos individuais se os titulares de tais direitos forem os próprios indivíduos. Os direitos coletivos têm sido historicamente usados para infringir e facilitar os direitos individuais e o conceito permanece controverso.

## Filosofias
Nas visões políticas dos liberais clássicos e de alguns libertários de direita, o papel do governo é unicamente identificar, proteger e fazer cumprir os direitos naturais do indivíduo enquanto tenta assegurar soluções justas para as transgressões. Os governos liberais que respeitam os direitos individuais geralmente fornecem controles sistêmicos que protegem tais direitos, como um sistema de devido processo legal na justiça criminal. Sem certos direitos coletivos, por exemplo, um princípio fundamental do direito internacional, consagrado no Capítulo I, Artigo I da Carta das Nações Unidas, garante o direito de "autodeterminação dos povos", as pessoas não têm meios ou autoridade para fazer valer os direitos individuais de autodeterminação. Se as pessoas são incapazes de determinar seu futuro coletivo, certamente são incapazes de afirmar ou garantir seus direitos, futuro e liberdades individuais. Em contraste com a dicotomia individual-coletiva proposta por Peterson e seus contemporâneos, os críticos sugerem que ambos estão necessariamente conectados e entrelaçados, rejeitando a afirmação de que existem em uma relação mutuamente exclusiva.
Adam Smith, em 1776 em seu livro A Riqueza das Nações, descreve o direito de cada geração sucessiva, como um grupo, coletivamente, à terra e a tudo o que a terra possui. A Declaração de Independência declara vários direitos coletivo e também dos estados, por exemplo o Direito do Povo: "sempre que qualquer forma de governo se tornar destrutiva para esses fins, é direito do povo alterá-lo ou aboli-lo " e o direito dos estados:" ... como estados livres e independentes, eles têm plenos poderes para declarar guerra, concluir paz, contratar alianças, estabelecer comércio e fazer todos os outros atos e coisas que os estados independentes pode de direito fazer."

## No Brasil
Os direitos difusos, coletivos e individuais homogêneos nasceram com a Constituição brasileira de 1988, mas antes disso haviam sido materializados com a edição da Política Nacional do Meio Ambiente em 1981, da Lei de Ação Civil Pública - Lei 7 347/85 e do Código de Defesa do Consumidor - Lei 8 078/90.
Historicamente, os direitos difusos, coletivos e individuais homogêneos são oriundos de conquistas sociais e são considerados instrumentos processuais eficientes no atendimento da demanda reprimida, permitindo, desse modo, a solução dos conflitos coletivos de ordem econômica, social ou cultural.
Podem significar o alcance de um determinado direito em relação a um indivíduo ou em relação a um grande grupo de indivíduos. A defesa destes direitos pode ser exercida pelo Ministério Público, mas em relação aos direitos individuais homogêneos a legitimidade do Ministério Público é bastante controvertida.

### Definição
- Direitos difusos - constituem direitos transindividuais isso se refere a direito pessoal que por algum motivo ou situação deve-se a esse direito de forma correta e necessária que ultrapassam a esfera de um único indivíduo, caracterizados principalmente por sua indivisibilidade, onde a satisfação do direito deve atingir a uma coletividade indeterminada, porém, ligada por uma circunstância de fato. Por exemplo, o direito ao meio ambiente equilibrado, à qualidade de vida, entre outros que pertençam a uma massa de indivíduos que não possa ser individualizada em um ou mais grupos específicos e, por conseguinte, os prejuízos em eventual reparação de danos não podem ser individualmente calculados.

- Direitos coletivos - constituem direitos transindividuais de pessoas ligadas por uma relação jurídica base entre si ou com a parte contrária, sendo seus sujeitos indeterminados, porém determináveis, onde todos temos o direito de moradia, educação e segurança. Há também a indivisibilidade do direito, pois não é possível conceber tratamento diferenciado aos diversos interessados coletivamente, desde que ligados pela mesma relação jurídica. Como exemplo, citem-se os direitos de determinadas categorias sindicais que podem, inclusive, agir por meio de seus sindicatos. Trata-se do interesse de uma categoria, independentemente da cor ou da classe, ninguém e melhor que ninguém.

- Direitos individuais homogêneos - são aqueles indeterminados, que poderão ser determinadas no futuro. E cujos direitos são ligados por um evento de origem comum. Tais direitos podem ser tutelados coletivamente muito mais por uma opção de política do que pela natureza de seus direitos, que são individuais, unidos os seus sujeitos pela homogeneidade de tais direitos num dado caso, temos o exemplo de aposentadoria